# Schönborn család
A gróf Schönborn család egy mai napig fennálló nemesi család, amely eredetileg a Rheingau és a Taunus vidékéről származik, és a korai újkorban a Német-római Birodalomban számos egyházi méltóságot adott. Nevét Schönborn településről kapta. A Schönbornok, különösen egyházi fejedelmeik a barokk kor legjelentősebb építtetőinek számítottak Dél-Németországban; nevükhöz fűződik például a Világörökség részét képező Würzburgi püspöki palota felépítése. A bambergi Otto Friedrich Egyetem jogi kara Friedrich Karl von Schönborn-Buchheim alapítása, ezért az egyetem nevét részben róla kapta.

## Történelem
A család története a középkorig vezethető vissza, felemelkedése a 17. század közepére tehető, míg a magyar nemességnek a 18. századtól kezdve tagja. 1726-ban VI. Károly német-római császártól adományként megkapták a Rákóczi-családtól elkobzott munkácsi és szentmiklósi uradalmakat. Részben ennek köszönhetően a 19. század végén a Schönbornok a legnagyobb magyarországi földbirtokosok közé számítottak az Esterházyak és Festeticsek mellett.

## A Munkács–szentmiklósi uradalom

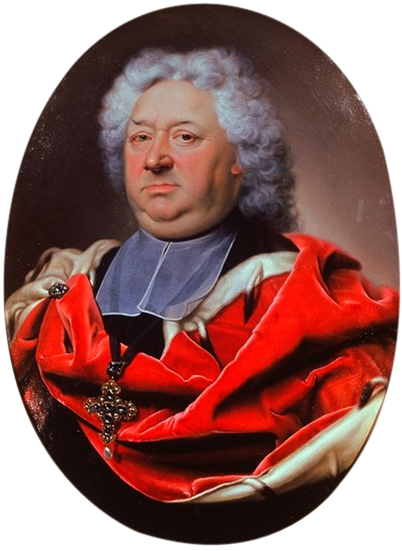
Lothar Franz von Schönborn

### A birtokadományozás és az első évtizedek
Lothar Franz von Schönborn (Schönborn Lothár Ferenc, 1655–1729) bambergi püspök, mainzi érsek és választófejedelem kitartó támogatását VI. Károly német-római császár 1726-ban jelentős birtokadománnyal hálálta meg: megkapta a Magyar Királyságban, Bereg vármegyében a Rákóczi-családtól elkobzott munkácsi és szentmiklósi uradalmakat 160 faluval és 6 mezővárossal (más források szerint 167 faluval és 4 várossal, összesen 14 000 lakóval). A 2400 km²-es uradalom az egyik legnagyobb volt Kelet-Európában. A királyi Magyarországon is a legnagyobbak egyikének számított: területe Bereg vármegye területének 66%-ára terjedt ki, az Északkeleti-Kárpátok hegyeitől Beregszász és Nagymuzsaly szőlővidékeiig és a Tisza-menti síkságig. Területének kétharmadát erdők borították. A háborúk és járványok miatt ugyanakkor jelentős mértékben elnéptelenedett. A Munkácsi vár és Váralja település a császári udvar kezén maradt.
A birtok a család számára a 19. századig leginkább csak jövedelemforrásként szolgált. Lothar Franz halála után a birtokot unokaöccse, Friedrich Karl von Schönborn-Buchheim örökölte, és a 20. századig a család tulajdonában maradt.

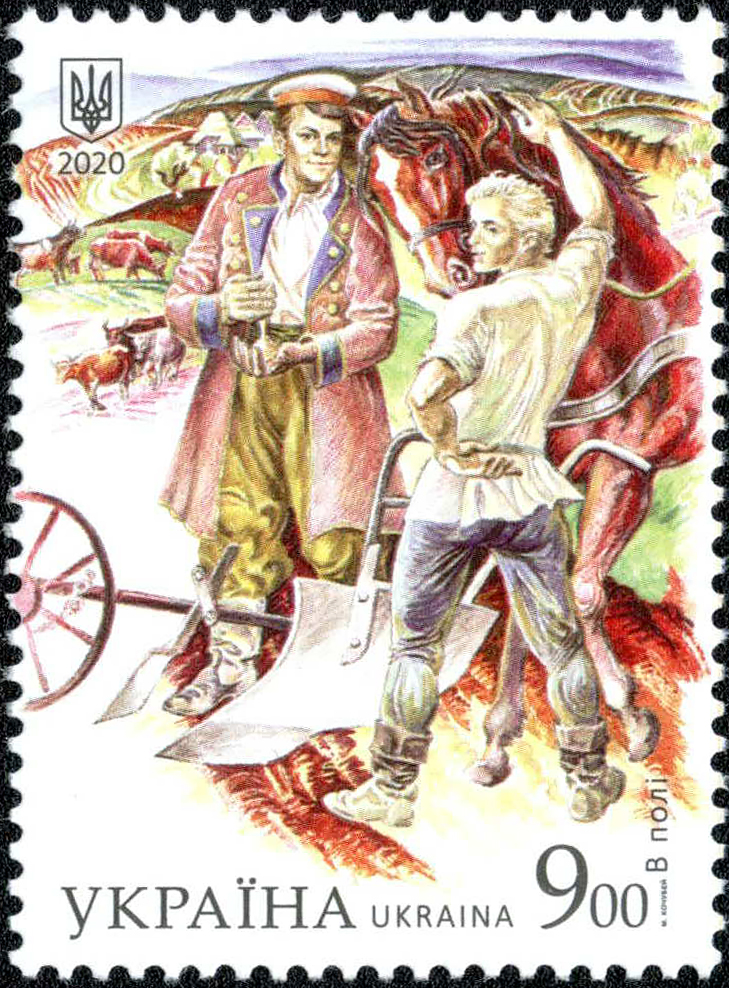
A földeken dolgozó németeket ábrázoló ukrán postai bélyeg

A család Kárpátaljára német telepeseket hívott, ami jelentős gazdasági fellendüléssel járt. A betelepítés már 1730-ban megkezdődött: különböző kedvezmények ígéretével toboroztak telepeseket, ugyanakkor a Munkácsra érkező, és először a közeli Munkács-Újfalu és Oláhkerepec pusztákon elhelyezett, évtizedek óta művelésen kívüli és elcserjésedett földekkel szembesülő telepesek közül sokan elégedetlenségükben panaszt tettek vagy továbbálltak. A betelepülés ugyanakkor folytatódott, és 1734-től már rendszeres nyilvántartás készült a művelt földekről, melyből kiderül, hogy ekkor a két faluban már 21, illetve 16 német család művelte a földeket. Ebben az évben Klucsárka és Kisleányfalva betelepítése is megkezdődött. A Schönborn grófok az uradalmat Bambergből, Würzburgból vagy Bécsből kelt levelek útján, uradalmi főtisztjeiken keresztül irányították.

### Az uradalom felvirágoztatása
Friedrich Karl halála után a munkácsi és szentmiklósi uradalmak a család bécsi ágához kerültek. Vezetésüket 1746-ban az ekkor nagykorúvá vált Eugen Franz Erwein Schönborn (Schönborn Jenő Ervin) vette át (1740-től nagykorúságáig azt szülei kezelték), aki új erővel vágott bele az udadalom fejlesztésébe. Beregszászra is német telepeseket hívott, részben szőlőművelés céljából, majd 1755-ben a néptelen Pósaházát is betelepítette. Amikor a Munkácshoz közeli településeken elfogytak a szabad telkek, a keletebbre fekvő Nagyleányfalva és Bartháza is sorra került. 1772 körül jutottak el oda a betelepítések, hogy további szabad telkek már nem maradtak az uradalom területén. Eugen Franz Erwein 1746-tól tataroztatta az elhanyagolt, megrongálódott munkácsi Tours-i Szent Márton-székesegyházat. 1764-ben a királyi ügyész felszólította, hogy mivel a munkácsi uradalom az 1514. évi 7. törvénycikk és az 1518. évi törvény szerint elidegeníthetetlen koronai birtok, mondjon le a birtokról és szolgáltassa vissza. Mivel a gróf ezt elutasította, hosszas per kezdődött, melynek eredményeképpen 1786-ban a családot a birtokból elmozdították, de a fejlesztésekért 150 000 forintot kapott. Az uradalmat ezt követően a kassai kincstári igazgatóság kormányozta. Végül a király közbenjárására 1792-ben az országgyűlés törölte a koronai birtokok sorából a munkácsi uradalmat, és azt visszaszolgáltatták a Schönborn családnak. A szentmiklósi uradalmat ez a per nem érintette.

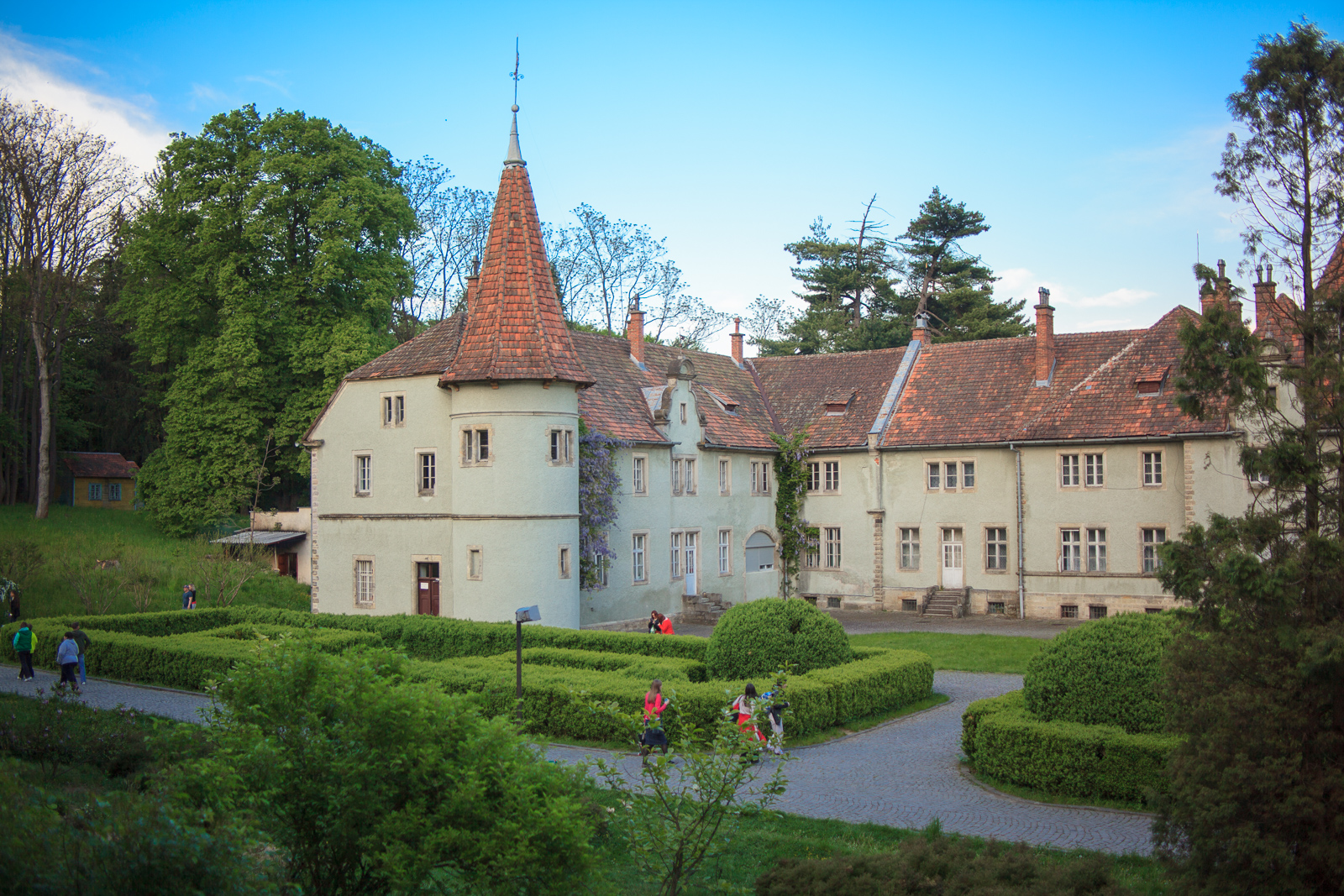
A beregvári Schönborn-kastély

Eugen Franz Erwein 1801-es halála után az uradalom fiára, Franz Philipp Schönborn-Buchheimre (Schönborn Ferenc Fülöp) szállt. Az uradalom területén, Munkács környékén 12 telepesfalut hoztak létre. Ezek egyike az 1804-ben alapított Sophiendorf (Zsófiafalva), mely kezdetben 50 házat és 303 lelket számlált; nevét Franz Philipp felesége, Leyen és Hohengeroldseggh Zsófia tiszteletére kapta. 1813-tól Csaplovics János volt az uradalom igazgatója. 1827-ben hozták létre Tövisfalvát (ide a tervekkel ellentétben végül Zemplén vármegyei szlovákok települtek), 1837-ben pedig Szinyákot a Kéklő-hegység erdőségei között, mely utóbbinak lakói favágással és faúsztatással foglalkoztak. Szintén favágók lakták az 1856-ban telepített Ervinfalu és az 1861-ben létrehozott Dubi településeket. 1844-ben – 118 évvel az adományozás után – Schönborn Károly volt az első, aki személyesen is meglátogatta az uradalmat.
A Schönbornok nem csak a földek megműveléséről gondoskodtak, de az ipart is fejlesztették. Lótenyészetet, sajtüzemet, textilmanufaktúrát alapítottak, és tovább működtették a Rákócziak idejében alapított podheringi sörfőzdét. A nevükhöz fűződik Kárpátalja ásvány- és gyógyvizeinek felfedezése is.
A család magyarországi birtokai egy 1864-es összeírás szerint 1434 km²-t tettek ki. 1866-tól 1903-ig Károly fia, Schönborn-Buchheim Ervin állt az uradalom élén; az ő idejében vált szorosabbá a család és az uradalom kapcsolata. 1878-tól elődeivel ellentétben nem jószágkormányzó útján, hanem személyesen vezette a bécsi uradalmi főkormányzatot; ez egybeesik a kiegyezés utáni kedvező gazdasági feltételek kialakulásával. Birtokain ugyanakkor inkább csak a vadászati idényben tartózkodott, amikor számos főnemest látott vendégül, köztük 1879-ben Rudolf trónörököst. Az 1885-ös budapesti Országos Kiállításon önálló pavilont emelt az uradalom bemutatására. 1890 és 1895 között építette fel egy 18. századi uradalmi ház helyén a beregvári Schönborn-kastélyt. Az épület angol Tudor-stílusban, Zuilbrandt Gregersohn tervei alapján épült. Az asztronómia jegyében tervezték: 365 ablaka, 52 helyisége és 12 bejárata van. A kastély parkját többszáz éves fák, ritka növények, az Osztrák–Magyar Monarchia kontúrját idéző mesterséges tó és számos forrás gazdagítja. 1897-ben a Földművelésügyi Minisztérium programot indított Egán Ede vezetésével az elmaradott körülmények között élő ruszinok gazdasági megsegítésére, melyhez az uradalomból földet bérelt, hogy a parasztokat földbérlethez juttassa. Emellett támogatták a havasi legeltetés elterjedését, valamint hitel- és fogyasztási szövetkezeteket hoztak létre. A magyarországi birtokok fővezetését 1898-ban Nedeczey Jánosra bízták.

### Az uradalom vége
Fia, Schönborn-Buchheim Frigyes Károly folytatta apja tevékenységét. Ő már magyarul is beszélt, és bekapcsolódott a magyar politikába. Tagja volt az 1919-ben Bécsben Bethlen István vezetésével megalakult Antibolsevista Comitének. Az első világháború után a terület Csehszlovákiához került; az 1919-es első földreform során az uradalom 1340 km²-es területéből 190 km²-t lefoglaltak. Működését súlyos adókkal is nehezítették, ezért 1927-ben a gróf eladta maradék területeit, így 200 év után véget ért a család beregi tevékenysége. 1932-ben Schönborn-Buchheim György lett a családfő, aki a vadászatok mellett az autókért is lelkesedett: gyakran tűnt fel egy Mercedes-Benz gépkocsi volánja mögött.
Más források szerint megőrizték földjeik nagy részét 1944-ig. A második világháború alatt állítólag Hermann Göring szerette volna megszerezni a birtokot, de a tulajdonosok udvariasan elutasították, és az Avgusztin Volosin vezette Ruszinföld vezetésénél sem talált támogatásra. György a front közeledtével, 1944 szeptemberében hagyta el a beregvári kastélyt sofőrjével, Ivan Leskóval. Amikor a szovjet Vörös Hadsereg elfoglalta Kárpátalját, a Kárpátaljai Ukrajna nevű átmeneti állam hatóságai elkobozták a Schönborn-birtokot. A kastélyban 1948 óta a Kárpáti Szanatórium működik; 1958-ban Nyikita Hruscsov is meglátogatta.
A második világháború vége óta a család tagjai Ausztriában élnek. György Kárpátalja iránti rajongását átadta második feleségének, Christiana von Schönborn-Buchheimnak (szül. Mautner-Markhof). A Szovjetunió összeomlása után Christina több mint negyven alkalommal látogatott Kárpátaljára, és anyagilag is támogatta a helyi német kulturális szervezeteket. Christoph Schönborn bécsi érsek, György unokaöccse is Munkácsra látogatott a székesegyház felszentelésének századik évfordulójára.

## A család emléke
A család nevét viseli Alsóschönborn település (a Felsőschönborn nevet korábban Felsőkerepec viselte), melyet ők telepítettek újra 1730-ban. Ugyancsak róla kapta a nevét a Turjavágáshoz tartozó Vojevodino üdülőhelyen kialakított Schönborn park, mely a vidék monarchiabeli múltját és a Bereg vármegyében két évszázadon át meghatározó szerepet játszó Schönborn családot idézi meg.

## A család nevesebb tagjai
- Johann Philipp von Schönborn (1605–1673) mainzi érsek
- Lothar Franz von Schönborn (Schönborn Lothár Ferenc, 1655–1729) bambergi püspök, mainzi érsek és választófejedelem[13]
- Friedrich Karl von Schönborn-Buchheim(wd) (Schönborn Frigyes Károly, 1674–1746) bambergi és würzburgi püspök, birodalmi alkancellár
- Eugen Franz Erwein Schönborn(wd) (Schönborn Jenő Ervin, 1727–1801) Bereg vármegye örökletes főispánja
- Franz Philipp Schönborn-Buchheim(wd) (Schönborn Ferenc Fülöp, 1768–1841) Bereg vármegye örökletes főispánja
- Schönborn Károly(wd) (1803–1854)
- Schönborn-Buchheim Ervin(wd) (1842–1903)
- Schönborn-Buchheim Frigyes Károly (1869–1932), Munkács díszpolgára (1914)[14]
- Schönborn-Buchheim György(wd) (1906–1989)
- Christiana von Schönborn-Buchheim (1928–2018), Munkács díszpolgára (1997)[15][14]
- Christoph Schönborn (1945) bécsi érsek

## Fordítás
- Ez a szócikk részben vagy egészben  a   Schönborn (Adelsgeschlecht) című német Wikipédia-szócikk ezen változatának fordításán alapul.  Az eredeti cikk szerkesztőit annak laptörténete sorolja fel. Ez a jelzés csupán a megfogalmazás eredetét és a szerzői jogokat jelzi, nem szolgál a cikkben szereplő információk forrásmegjelöléseként.